# Партия сербского единства
Партия сербского единства (серб. Странка Српског Јединства, CCJ / Stranka Srpskog Jedinstva, SSJ) — бывшая националистическая политическая партия в Сербии, основанная Желько Ражнатовичем (известным по прозвищу «Аркан»).
В настоящее время известна как Совет сербского единства (после восстановления и отделения от Сербской радикальной партии).

## История
Партия сербского единства была основана Желько Ражнатовичем в ноябре 1993 года. В 1998 году штаб-квартира партии была перенесена из Белграда в Ягодину. После убийства Желько Ражнатовича в январе 2000 года, лидером партии стал Борислав Пелевич. На досрочных парламентских выборах в декабре 2000 года коалиция Партии сербского единства набрала 5,33 % голосов и получила 14 мест в парламенте. На парламентских выборах в 2003 году, Партия сербского единства стала частью коалиции «За народное единство», которая не смогла получить ни одного места. В 2007 году Партия сербского единства была объединена с Сербской радикальной партией.
В 2013 году партия была воссоздана Пелевичем как Совет сербского единства. Новая партия приняла участие в парламентских выборов 2014 в составе коалиции «Патриотический фронт», но не получила достаточного для прохождения в парламент количества голосов.

## Цели
Основными целями партии являлись:
- Единство сербского народа
- Сохранение целостности и территории Сербии
- Парламентаризм и демократия
- Сохранению традиций, семьи и кириллицы.